# Zeche Widerlage
Die Zeche Widerlage ist ein ehemaliges Steinkohlenbergwerk in Bommern. Das Bergwerk war auch unter den Namen Zeche Wiederlage und Zeche Widerlage Tiefbau bekannt. Ein weiterer Name für das Bergwerk war Zeche Wiederlage Gerichts Herbede. Das Stollenmundloch des Bergwerks befand sich unterhalb des Weges vom Muttental zur Burgruine Hardenstein.

## Geschichte

### Die Anfänge
Am 20. Februar des Jahres 1747 erfolgte die Inaugenscheinnahme des Fundpunktes. Am 23. Februar desselben Jahres wurde ein kleines Längenfeld für den Abbau in Flöz Geitling verliehen. Belehnt mit dem Feld Widerlage wurde der Bauer Jakob Niederste Berghaus. Im Jahr 1750 wurde der Stollen Widerlage in Betrieb genommen. Die ersten Jahre war der Bauer Jakob Niederste Berghaus, auf Anweisung des Bergamtes, selbst als Kerbstockführer auf seinem eigenen Bergwerk tätig. Später wurden vom Bergamt Schichtmeister mit der Aufsicht über das Bergwerk beauftragt. Ab dem Jahr 1767 waren verschiedene Schichtmeister auf Widerlage tätig, die teilweise von den Nachbarzechen kamen. Im Jahr 1769 war das Bergwerk in Betrieb, jedoch wurde im Winter kaum gefördert. Außerdem war nur ein Tagetrieb vorhanden. Ab dem Jahr 1771 war das Bergwerk für mehrere Jahre in Betrieb. Am 26. Februar des Jahres 1771 wurde Jakob Niederste Berghaus als Alleingewerke in den Unterlagen vermerkt. Die Vermessung war mittlerweile erfolgt, die Rezeßgelder wurden bezahlt. Ab dem Jahr 1778 setzte das Bergamt neben dem Schichtmeister auch noch einen Kontrolleur für die Aufsicht über das Bergwerk ein. Im Jahr 1784 war das Bergwerk nachweislich noch in Betrieb.

### Die weiteren Jahre
Ab dem Jahr 1786 durfte das Bergwerk nur noch die Ruhrschiffer mit Kohlen beliefern. Aus diesem Grund wurde mit dem Rentmeister Müser einen Kohlenlieferungsvertrag abgeschlossen. Der Vertrag wurde durch den Leiter des märkischen Bergamtsbezirkes, den Freiherrn vom Stein bestätigt. Im Jahr darauf wurde das Bergwerk in der Niemeyerschen Karte aufgeführt. Die Kaufleute der Umgebung bekundeten in den nachfolgenden Jahren Interesse an den auf Widerlage geförderten Kohlen. Aus diesem Grund wurden 1798 Verträge mit den Kaufleuten Müser, Niederste Berghaus und Schulte im Saldenberg geschlossen. Im Jahr 1800 war der Widerlagestollen in Betrieb. Dieser Stollen befand sich im Bereich der Bahnstrecke der späteren Ruhrtalbahn. Vom Stollen verlief ein Schiebeweg mit einer Länge von 75 Lachtern bis zur Ruhr. Über den Schiebeweg wurden die Kohlen mit Laufkarren bis zur Kohlenniederlage bei Hardenstein transportiert. Am 13. März des Jahres 1801 wurde eine Verlängerung des Grubenfeldes hinzuverliehen. Ab dem Jahr 1808 wurde ein Schacht, der an der Markscheide zur Zeche Morgenstern lag, gemeinsam mit der Zeche Morgenstern genutzt.
Am 15. Juli des Jahres 1824 schlossen die Gewerken einen Vertrag mit der Betriebsgemeinschaft Eleonore & Nachtigall. Durch diesen Vertrag wurde der Widerlage-Stollen der Betriebsgemeinschaft Eleonore & Nachtigall zur Nutzung überlassen. Der tiefe Widerlage-Stollen wurde im Auftrag von Ludwig von Elverfeld teilweise wieder repariert. Im Oktober des Jahres 1827 wurde das Bergwerk außer Betrieb genommen. Grund für diese Maßnahme waren Gebirgsstörungen. Im Jahr 1828 war das Bergwerk außer Betrieb, über den Widerlage-Stollen wurde ein Teil von der durch die Betriebsgemeinschaft Eleonore & Nachtigall abgebauten Kohle gefördert. Die Kohlen wurden vom Widerlage-Stollen bis zur Ruhr transportiert. Nachdem der Abbau oberhalb der Stollensohle im Jahr 1830 beendet worden war, wurde die Zeche Widerlage stillgelegt. Am 25. April des Jahres 1832 erfolgte die Vereinigung zur Zeche Vereinigte Nachtigall. Die Vereinigung erfolgte unterhalb der Erbstollensohle des St.-Johannes-Erbstollen und diente einem gemeinsamen Tiefbau, bei dem beide Bergwerke oberhalb der Erbstollensohle weiter eigenständig blieben. Ab Februar des Jahres 1836 wurde im Tiefbau abgebaut, zur Förderung diente der Schacht Neptun. Dieser Schacht wurde von beiden Bergwerken gemeinsam genutzt. Am 9. Januar des Jahres 1839 erfolgte die teilweise Konsolidation zur Zeche Vereinigte Nachtigall & Aufgottgewagt. Nachdem der Abbau beendet war, wurde die Zeche Widerlage im Juni des Jahres 1844 stillgelegt.

### Die letzten Jahre
Das Bergwerk stand mittlerweile mit dem Schacht Brassert der Zeche Martha unter Tage in Verbindung. Ab dem Jahr 1851 wurde ein Teil der Förderung von Martha durch den Widerlage-Stollen zur Ruhr transportiert. Im Jahr 1853 war die Zeche Widerlage wieder in Betrieb. Am 4. Mai des Jahres 1854 konsolidierte das Restfeld des Bergwerks zur Zeche Nachtigall Tiefbau. Ausgeschlossen von dieser Maßnahme blieb ein Pfeiler oberhalb der Maschinensohle von Schacht Neptun.

## Förderung und Belegschaft
Die ersten bekannten Belegschaftszahlen stammen aus dem Jahr 1754, damals waren zwei Bergleute auf dem Bergwerk beschäftigt. Die ersten Förderzahlen stammen aus dem Jahr 1832, in diesem Jahr wurden 8861 1/4 preußische Tonnen Steinkohle gefördert. Die mit 5.000 t höchste Jahresförderung der Werksgeschichte wurde 1838 mit 16 Beschäftigten erzielt. Im Jahr 1840 wurde eine Förderung von 84.608 Scheffeln Steinkohle erbracht. Die letzten bekannten Förderzahlen des Bergwerks stammen aus dem Jahr 1844, in diesem Jahr wurden 28.413 Scheffel Steinkohle gefördert.

## Heutiger Zustand
Von der ehemaligen Zeche Widerlage ist nicht mehr viel erhalten geblieben. Das Stollenmundloch des Stollens „Widerlage“ ist eine der Sehenswürdigkeiten am Bergbauwanderweg Muttental. Hinter dem Damm der Museumseisenbahn befindet sich eine zugewachsene Halde, die zum ehemaligen Bergwerk gehört.